# Pałac Mühsama we Włocławku
Pałac Mühsama – zabytkowa kamienica we Włocławku.

## Lokalizacja
Pałac mieści się na rogu Placu Wolności i ul. Kilińskiego, w dzielnicy Śródmieście we Włocławku.

## Historia

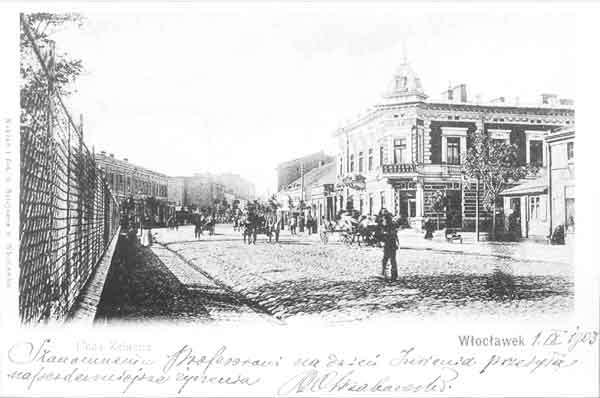
Fotografia Bolesława Sztejnera sprzed 1902 roku. W tle widać pałac Mühsama. Po lewej stronie ogrodzenie istniejącego wówczas Ogrodu Saskiego.

Kamienica wybudowana została ok. 1884 r. dla Hugo Mühsama (działacza społecznego i przemysłowca, właściciela Fabryki Maszyn i Narzędzi Rolniczych oraz Odlewni Żelaza) według projektu Antoniego Olszakowskiego. Początkowo funkcjonował tutaj Dom Rolniczy, który częściowo pełnił również funkcje mieszkalne dla rodziny Mühsamów oraz był siedzibą ich przedsiębiorstwa przemysłowo-handlowego. Przez pewien czas działał tu również kantor fabryczny. Po II wojnie światowej była użytkowana przez Kujawskie Zakłady Maszyn Rolniczych. W 1993 roku została odkupiona od Urzędu Miasta i stała się własnością prywatną. Na początku XXI wieku została odrestaurowana.
Pałacyk został zbudowany w stylu eklektycznym, z cegły licówki z bogatym tynkowym detalem architektonicznym nawiązujący do tradycji renesansu francuskiego.